# Paul Verschuren
Paul Michael Verschuren S.C.I. (tiếng Hà Lan: [pɔl ˈmai.kɫ̩ vərˈsxyːrə(n)]; 26 tháng 3 năm 1925 – 19 tháng 2 năm 2000) là một giám chức người Hà Lan của Giáo hội Công giáo Rôma, giữ chức Giám mục Chính tòa Helsinki từ năm 1967 đến năm 1998 và từng đảm nhiệm chức vụ Giám mục phó Giáo phận Helsinki từ năm 1964 đến năm 1967.

## Tông truyền
Giám mục Józef Wróbel S.C.I. được tấn phong giám mục vào năm 1964, dưới triều Giáo tông Paulus VI, bởi:
- Chủ phong: Giám mục Gulielmus Cobben S.C.I., Giám mục Helsinki;
- Phụ phong: Giám mục Gerardus de Vet, Giám mục Chính tòa Breda và Giám mục John Edward Taylor O.M.I., Giám mục Chính tòa Stockholm.

Giám mục Paul Verschuren S.C.I. là vị phụ phong trong lễ tấn phong giám mục của:
- Giám mục Hans Ludvig Martensen S.J., vào ngày 16 tháng 5 năm 1965;
- Giám mục Leonard William Kenney C.P., vào ngày 24 tháng 8 năm 1987;
- Giám mục Alfred Jolson S.J., vào ngày 6 tháng 2 năm 1988;
- Giám mục Czeslaw Kozon, vào ngày 7 tháng 5 năm 1995;
- Giám mục Georg Müller SS.CC., vào ngày 28 tháng 7 năm 1997;